# クローリング
「クローリング」（Crawling）は、アメリカ合衆国のロックバンドリンキン・パークによる楽曲で、1作目のスタジオ・アルバム『ハイブリッド・セオリー』からのセカンド・シングル。アメリカ合衆国では、2003年6月9日にリリースされた。
2002年度のグラミー賞ベスト・ハード・ロック・パフォーマンス部門を受賞した。

## 概要
この楽曲はアルバムの中でもラップの少ない曲の一つであり、マイク・シノダのラップはサビの前に一節あるのみである。

## ミュージック・ビデオ
監督はブラザーズ・ストラウス。男性の暴力に苦しみ葛藤している女性を描写している。ビデオが作製された当初は、精神異常者のファンがバンドを殺してしまうという暗い内容だったが、ワーナー・ブラザース・レコードが拒否した。
ベース担当のフェニックスが今作の撮影開始直前に復帰しており、初めてリンキン・パークの一員としてビデオに登場している。
MTV Video Music Awardsにノミネートされていたが、リンプ・ビズキットのローリンに敗れた。

## 規格と収録曲
| 全作詞・作曲: リンキン・パーク。 |                                                             |                  |                  |      |
| #                                | タイトル                                                    | 作詞             | 作曲・編曲       | 時間 |
| 1.                               | 「クローリング」(Album Version)                             | リンキン・パーク | リンキン・パーク | 3:21 |
| 2.                               | 「ペーパーカット」(Live from the BBC)                       | リンキン・パーク | リンキン・パーク | 3:21 |
| 3.                               | 「ビハインド・ザ・シーンズ・ボーナス・フットエイジ」(Video) | リンキン・パーク | リンキン・パーク | 9:56 |

## チャート
| Chart                | Peak position |
| -------------------- | ------------- |
| Billboard Hot 100    | 79            |
| 全英シングルチャート | 16            |